# 홍예슬
홍예슬(1990년 10월 10일 음력 8월 22일 ~ )은 대한민국의 희극인이다. 2017년 3월 25일 8살 연상 회사원 남성과 결혼하였다. 같은 해 12월 8일에 아들을 출산하였다.

## 학력
- 인덕대학교 방송연예과 졸업
- 선일여자상업고등학교 졸업
- 연서중학교 졸업

## 출연 작품
- KBS2《개그콘서트》
  - 〈엔젤스〉
  - 〈시청률의 제왕〉
  - 〈오성과 한음〉
  - 〈소름〉
  - 〈남자가 필요없는 이유〉
  - 〈두근두근〉
  - 〈놈놈놈〉
  - 〈안 생겨요〉
  - 〈누려〉
  - 〈취해서 온 그대〉
  - 〈끝사랑〉
  - 〈멘탈 甲〉
  - 〈사람 일은 모른다〉
  - 〈힙합의 신〉
  - 〈10년 후〉
  - 〈핵존심〉
  - 〈민상토론〉
  - 〈하이픽션 조선시대〉
  - 〈습관적부부〉
- CJB 로그인 코리아

## 공연
- 연탄길